# Treuchtlinger Pforte
Die Treuchtlinger Pforte ist ein Naturraum (082.21) der Südlichen Frankenalb im Südwestdeutschen Stufenland. Sie ist Teil der Altmühlalb, die wiederum zur südlichen Frankenalb gehört.

## Geographische Beschreibung
Umgeben ist der Naturraum vom Altmühltrichter (110.30) im Nordwesten, der Weimersheimer Platte (110.31) im Norden und dem Urrezattal (110.32) im Nordnordosten, den drei Teilräumen der Weißenburger Bucht im Vorland der Südlichen Frankenalb, sowie der Oberen Almühlalb (082.22) im Osten, Süden und Westen.
Durch die Treuchtlinger Pforte treten von Osten her die zwei Mündungsäste der Schambach und von Südwesten her den Möhrenbach aufnehmende Altmühl in den Albkörper ein. Sie schuf hier, mit Beteiligung auch der Ur-Rezat, einen kleinen Trichter. Da hier die Europäische Hauptwasserscheide (auf einer Höhe von 419 m ü. NHN) am Rande des Einzugsgebietes der Schwäbischen Rezat nur sieben Meter über dem Niveau der Altmühl liegt, hatte bereits Karl der Große den Bau des Kanals Fossa Carolina über diese hinweg veranlasst. Durch die teils gewässerlosen Talzüge von der übrigen Alb getrennt, stehen in der Mitte des Naturraums von Nord nach Süd der große und zumeist bewaldete Nagelberg (542 m ü. NHN) und die Hügel Gäblingberg (441 m ü. NHN) und Weinberg (460 m ü. NHN), während die außen angrenzenden Frankenalb-Berge Höhen bis etwa 600 m ü. NHN erreichen und die abfließende Altmühl an dessen Südosteck den Naturraum auf etwa 407 m ü. NHN am Beginn ihres Durchbruchstals verlässt.
Es gibt am Fluss sehr feuchte anmoorige Biotope, aber auch Trockenrasen. Im weiten Talraum finden sich neben Wiesen auch zahlreiche Äcker. In den anliegenden Steinbrüchen wird ein grobgebankter – in alter Quenstedtsche Gliederung – Weißjura δ gewonnen, der als Juramarmor bezeichnet wird, petrographisch gesehen jedoch kein Marmor ist.

## Besiedlung
Der größte Ort ist das namengebende Treuchtlingen. Weitere Ortschaften sind die Treuchtlinger Ortsteile Graben, Gstadt und Dietfurt.